# آنفلوانزای پرندگان
آنفلوانزای پرندگان گونه‌ای بیماری ویروسی پرندگان است که ویروس عامل آن از خانوادهٔ Orthomyxoviridae می‌باشد. این ویروس خود دارای سه تیپ A,B،C است. تیپ A توسط تحت آنتی‌ژن‌های H و N تقسیم‌بندی می‌گردد. ویروسهایی که در آزمایش‌ها جداسازی می‌شوند از گونهٔ A این ویروس و از زیررده‌های H5 و H7اند.

## همه‌گیری بیماری
در ژوئیهٔ ۲۰۰۵ گزارش‌های رسمی در مورد همه‌گیری ویروس H5N1 در مرز برخی کشورها داده شد. در پایان ماه روسیه و قزاقستان هم گسترش آنفلوانزای پرندگان را گزارش کردند و گفتند عامل بیماری، ویروس H5N1 است.
در این گزارش‌ها به مرگ چندین پرندهٔ مهاجر هم اشاره شده بوݐ ارتباط میان پرندگان آبزی وحشی و پرندگان اهلی از راه منابع آبی مشترک می‌دانستند. این نخستین گسترش ویروس H5N1 در سطح بالا در هر دو کشور بود. با بررسی‌های صورت گرفته، هر دو کشور پیش از این همه‌گیری، از این ویروس پاک بودند.
از زمان نخستین گزارش‌ها شیوع این ویروس در طیور موجود در روسیه که دامنه شیوع آن تنها به صورت محدود در سیبری بود، این ویروس شروع به گسترش به سمت غرب نمود تا حدی که شش ناحیه مجزای دیگر را نیز آلوده کرد.
در قزاقستان چندین روستای مجاور مناطق آبی نخستین مناطقی بودند که شیوع این ویروس را تجربه کردند. این اشاعه در هردو کشور برخی از مزارع بزرگ پرورش طیور و همچنین بسیاری از گله‌های کوچک را آلوده کرد. در این آلودگی ۱۲۰٫۰۰۰ قطعه پرنده در روسیه و ۹۰۰۰ نیز در قزاقستان بر اثر بیماری مردند یا توسط مسئولین منهدم شدند.
مغولستان گزارشی فوری را مبنی بر مرگ ۸۹ قطعه پرنده مهاجر در دو برکه شمالی آن کشور منتشر کرد. پس از تحقیقات به عمل آمده در این کشور نوع A ویروس آنفلوانزای طیور دلیل این مرگ و میر شناخته شد.
زیر رده ویروس در آزمایش‌ها به عمل آمده با قطعیت تشخیص داده نشد و برای همین نمونه‌های گرفته شده به مراجع آزمایشگاهی WHO ارجاع داده شد. همچنین گزارش‌های مبنی بر شیوع ویروس H5N1 در تبت چین منتشر گردید.
کارشناسان اعلام نمودند که میزان شیوع را بر حسب استانداردهای پیشنهادی FAO و OIE کنترل کرده‌اند.
آلودگی‌های روسیه و قزاقستان شواهدی را فراهم کرد مبنی بر اینکه ویروس H5N۱ بیشتر از نخستین آلودگی آن در آسیایی جنوب غربی شیوع یافته‌است. اما این ویروس از اوایل سال ۲۰۰۳ شناخته شده تر است. برغم تلاش‌های شدید برای کنترل و مهار این ویروس، FAO اخطارهایی داد مبنی بر گسترش آلودگی در برخی از نقاط ویتنام، اندونزی و کلمبیا. نتیجه و پیامد این گسترش‌ها مرگ و انهدام بیش از ۱۵۰ میلیون قطعه پرنده بود.
این مرگ و انهدام علاوه بر ضررهای مالی هنگفت سازمان‌های کشاورزی بزرگ، عواقب شدید و نامناسبی را نیز برای روستائیانی که درآمد ماهیانه و همچنین غذای روزانه آن‌ها از گله‌های کوچک سنتی بدست می‌آمد داشت.
موارد ابتلای انسان به این بیماری نیز بیشتر در مناطق روستایی مشاهده شده‌است. علل آلودگی انسان‌ها در موارد یافت شده:
- ارتباط مستقیم با پرندگان بیمار
- ارتباط مستقیم با لاشه‌های پرندگان کشته شده به‌وسیله این بیماری

موارد ابتلای انسان به این بیماری تنها در چهار کشور ویتنام، تایلند، اندونزی و کامبوج مشاهده شده‌است. همچنین موارد معدودی از انتقال انسان به انسان ثبت شده‌است. شیوع ویروس H5N1 در ژاپن، مالزی و جمهوری کره به‌طور کامل کنترل شد.
پرندگان آبزی وحشی به‌عنوان منابع طبیعی ویروس آنفلوانزای نوع A شناخته شده‌اند. پرندگان مهاجر می‌توانند فرم ضعیف این ویروس را برای مسافتهای طولانی با خود حمل کنند بدون اینکه علائمی را از خود نشان دهند یا در تعداد بالایی دچار مرگ و میر شوند.
در این پرندگان همچنین فرم قوی ویروس آنفلوانزای طیور به ندرت جدا شده‌است؛ بنابراین نقش این پرندگان در پخش آنفلوانزای طیور با قدرت بیماری‌زایی قوی ناشناخته باقی می‌ماند.
آمار بالای مرگ و میر پرندگان مهاجر بر اثر آنفلوانزای طیور، مانند آنچه در اواخر آوریل در دریاچه چینگهای چین روی داد که در آن ۶۰۰۰ قطعه پرنده کشته شدند، مورد تحقیق و بررسی قرار گرفت نتایج این تحقیقات نشان داد که ویروس H5N1 شبیه ویروسهایی است که در جنوب شرقی آسیا گسترش یافته‌است.
نتایج آزمایش‌ها صورت گرفته بر روی ویروسی که در روسیه گسترش پیدا کرده نشان داد که ویروسی که در روسیه جدا شده‌است شباهت واضحی به ویروسی که در Qinghai جدا شده بود دارد.
کنترل کامل رشد ویروس H5N1 در طیور و مقایسه سریع آن با نتایج قبلی برای ارزیابی میزان ریسک آلودگی این ویروس در جهان ضروری است.

## علائم بالینی بیماری آنفلوانزا در طیور
ویروس آنفلوانزا سندرم‌های متعددی از آلودگی‌های بدون علامت تا آلودگی خفیف دستگاه تنفسی فوقانی و کاهش تولید تخم، و بیماری عمومیت یافته با علائم تنفسی، رال (خس خس سینه)، ریزش اشک، سینوزیت، سیاه شدن قسمت‌های بدون پر مانند تاج و ریش، تورم سر و صورت، ژولیدگی پرها، اسهال، و بروز درگیری سیستم عصبی همراه با مرگ سریع را در پرندگان ایجاد می‌کند. دوره نهفتگی در اشکال مختلف بیماری متفاوت و بین چند ساعت تا ۳ روز در یک پرنده و در یک گله تا ۱۴ روز است. طول این دوره به میزان آلودگی ویروسی، راه عفونت، گونه پرنده، قدرت بیماری‌زایی ویروس و عوامل محیطی مانند گرد و غبار و آمونیاک بستگی دارد. بیماری آنفلوانزا فوق حاد در طیور تخم‌گذار و مادر شروعی ناگهانی و دوره‌ای کوتاه بین ۳ تا ۷ روز دارد. گزارش شده است که همه گیری با تحت تیپ H9N2 در ایران، توانسته است منجر به تلفات بالا (بین 20 الی 60) درصد در ماکیان شود. البته عفونت همزمان با سایر عوامل تنفسی از جمله مایکوپلاسما و ویروس برونشیت می توانند در این امر دخیل باشند.

## مشکلات پدید آمده برای سلامت انسان
علت شیوع آنفلوانزای طیور در روسیه و قزاقستان، ویروسی می‌باشد که به دفعات توانایی‌های خود را در کشورهایی مانند هنگ کنگ (سال‌های ۱۹۹۷ و ۲۰۰۳) و کشورهای دیگر آسیای جنوب شرقی (سال ۲۰۰۴) نشان داده‌است.
ویروسی که سبب آلودگی انسان شده‌است، قدرت کشندگی بالایی دارد.
تجربیات گذشته در آسیای جنوب شرقی نشان می‌دهد که این ویروس به راحتی به انسان منتقل نمی‌شود و موارد ابتلای انسان بر اثر مصرف گوشت یا تخم مرغ پخته شده اثبات نشده‌است.
فاکتورهای مربوط به تراکم طیور و همچنین سیستم پرورش که در کشورهای مختلف، متفاوت به نظر می‌رسند، ممکن است بر روی امکان بروز این بیماری در انسان مؤثر باشد. در خلال شیوع آنفلوانزای (High Pathogenic) طیور در سال ۲۰۰۳ میلادی در هلند، بیش از هشتاد مورد ابتلا در کارگران مرغداری‌ها، قصاب‌ها و بستگان نزدیکشان دیده شد. پس از تحقیقات و انجام آزمایش‌های لازم، مشخص گردید که ویروس H7N7 عامل این بیماری بوده‌است. این جریان که سبب نابودی و انهدام حدود ۳۰ میلیون قطعه انواع طیور شد، جای تردیدی باقی نگذاشت که کشورهایی که آلوده شده‌اند به پیشنهادهای احتیاط‌آمیز FAO و WHO و OIE توجه کامل داشته باشند. این پیشنهادها زمانی می‌تواند بیشتر مورد استفاده قرار بگیرد که، برخی از کشورها تعهداتی را در زمینه کنترل میزان آلودگی مزارع به سازمانهای بین‌المللی بدهند.

## برآورد ریسک
WHO پیشنهاد می‌دهد که نظارتها بر میزان مرگ و میر پرندگان مهاجر بیشتر شود و سد نفوذی را بر اساس استانداردهای FAO و OIE پیدا کرده و به اجرا درآورد.
بررسی نمونه‌های کلینیکی و همچنین ویروس‌های بدست آمده از انسان‌ها و طیور و ارجاع این نمونه‌ها به مراجع تحت حمایت فائو، WHO و OIE این امکان را فراهم می‌آورد که پروژه‌های تحقیقاتی در مورد خطرات این بیماری برای انسان‌ها به خوبی پیشرفت نموده و ساخت واکسنی مؤثر در برابر این بیماری، مسیر خود را با سرعت طی کند.
گسترش جغرافیایی این ویروس موجب برخی نگرانی‌ها در مورد در معرض قرار گرفتن انسان شده‌است. هر فردی که به افراد مبتلا به این ویروس اضافه می‌شود، می‌تواند فرصت جدیدی برای ویروس باشد، در جهت بهبود بخشی روش انتقال خود از طریق جهش‌های پی در پی. ویروس H5N1 که بسرعت به انسان منتقل می‌گردد، می‌تواند نشانه‌هایی از جهش این ویروس‌ها در طی سال‌های اخیر باشد.